# Parral de Villovela
Parral de Villovela es una localidad española perteneciente al municipio de Escobar de Polendos, en la provincia de Segovia, comunidad autónoma de Castilla y León. En 2024 contaba con 7 habitantes censados.

## Geografía

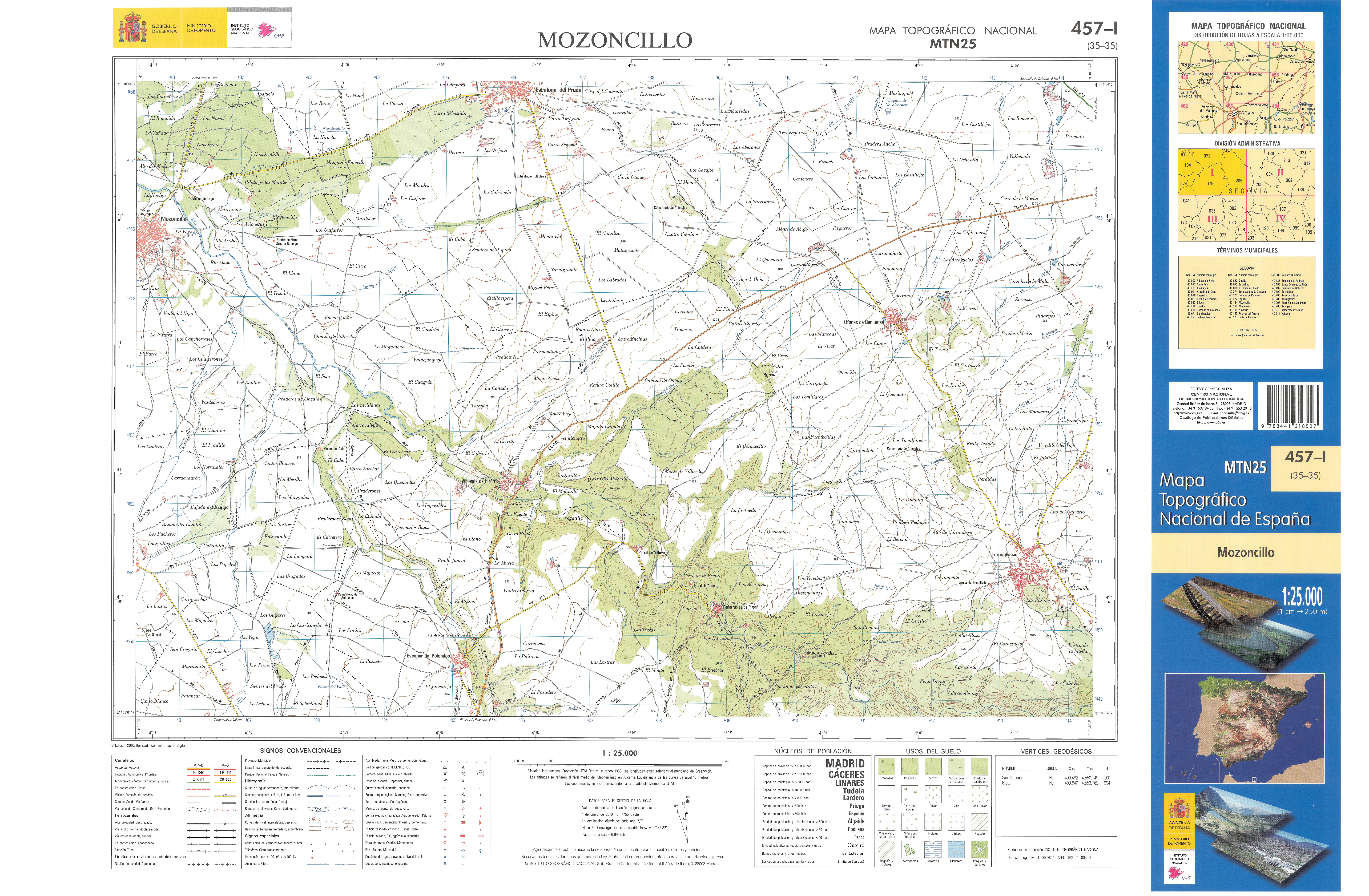
Fragmento 0457c1 de la hoja 457 del Mapa Topográfico Nacional de España de 2010 en el que se representa el Parral

En el corazón del término municipal de Escobar de Polendos, se encuentra en una zona de encinares entre la carretera SG-V-2224 y un río Pirón todavía algo bravo por su cercanía a la Sierra de Guadarrama. Parral esta próximo también al Barranco de los Canteros, afluente de este río. La localidad dista 1,2 km de Peñarrubias de Pirón, 2,7 de Escobar de Polendos -capital municipal- y 16 km de la ciudad de Segovia.

## Historia
Fundada o repoblada durante la Reconquista, El Parral está integrada desde ese tiempo en el sexmo de Cabezas. Los sexmos son una división administrativa que equivale a la sexta parte de un territorio determinado, en este caso la recién creada Comunidad de Ciudad y Tierra de Segovia. La cabeza del mismo es Mozoncillo.
La primera vez que se tiene constancia de El Parral es del 14 de septiembre de 1247 en un documento del archivo de la Catedral de Segovia en el que el cardenal Gil de Torres confirma en Lyon las rentas del obispado, bajo el nombre de El Parral.
En marzo de 1567 Francisco de Eraso, destacado secretario de Carlos V y Felipe II, fundó un mayorazgo en la persona de su hijo mayor Carlos de Eraso, como parte de este se incluía el Parral del Pirón, en los aledaños de Segovia.
Antes del siglo XVI era comúnmente citada como El Parral, y ya en el Catastro de Ensenada de 1749 es mencionado como Parral de Billovela, figurando como integrante del Sexmo de Cabezas de la Comunidad de Ciudad y Tierra de Segovia.
A mediados del siglo XIX, el lugar tenía contabilizada una población de 31 habitantes. La localidad aparece descrita en el decimosegundo volumen del Diccionario geográfico-estadístico-histórico de España y sus posesiones de Ultramar de Pascual Madoz de la siguiente manera:

PARRAL DE VILLOVELA: ald. del ayunt. de Escobar (1/8 leg.), en la prov., part. jud. y dióc. de Segovia (3), aud. terr. de Madrid (18), c. g. de Castilla la Nueva, felig. de Villovela, á cuyo punto van los vec. á misa y demas actos religiosos: sit. en una pequena hondonada y á las inmediaciones del r. Piron, la combaten con mas frecuencia el viento N., y su clima es propenso por lo comun á intermitentes: tiene 11 casas malas, escepto una de 20 pies de altura y buena distribucion interior, con un oratorio, en el cual se dice misa, cuando su dueño lo ordena , y una ermita en el camino de Turégano. El térm. confina N. Villovela; E. Otones; S. Peñasrubias, y O. Escobar. Comprende bastante monte de encina y enebro, que forman cordillera con los de Villovela, Otones y Peñasrubias, y diferentes praderas, le atraviesa el citado r. Piron, de cuyas aguas se utilizan los vec. El terreno es pedregoso y árido, formando bastantes cuestas y barrancos, de primera, segunda y tercera calidad. caminos: los que dirigen á los pueblos limítrofes, en mal estado. prod.: trigo, cebada, centeno, algarrobas y garbanzos: mantiene ganado lanar, vacuno y algo de cerda; cria caza de conejos y perdices, y pesca de cachos y vermejas: ind.: la agrícola: el comercio está reducido á la esportacion de los frutos sobrantes para los mercados de Turégano, e importacion de los artículos de que se carece. pobl.: 9 vec., 31 alm. cap. imp.: 16,899 reales. contr.: 20'72 por 100.
(Madoz, 1849, pp. 704-705)

Fue un municipio independiente denominado Parral del Pirón hasta ser anejado a Escobar de Polendos entre 1842 y 1857.
En 1940 figura como aldea de Escobar de Polendos con 20 viviendas y otras 15 edificaciones que aglutinaban en total a 79 habitantes de derecho; 77 de hecho.

## Demografía

### Evolución de la población
| Gráfica de evolución demográfica de Parral de Villovela entre 1842 y 2023 |
| |
| Población de derecho (1940) según el censo de población de la Dirección General de Estadística. Población de derecho (1842 donde se denomina Parral del Pirón) (2000-2022) según los censos de población del INE. Entre el censo de 1857 y el anterior, este municipio desaparece porque se integra en el municipio de Escobar de Polendos Población según el padrón municipal de 2023 del INE. |

## Cultura

### Fiestas
- San Vicente Mártir, el 22 de enero.[4]